# París-Niza 1953
La París-Niza 1953 fue el 11.ª edición de la París-Niza, que se disputó entre el 12 y el 15 de marzo de 1953. La carrera fue ganada por el francés Jean-Pierre Munch, del equipo Arliguie, por delante de los franceses Roger Walkowiak (Pschitt) y Roger Bertaz (Auvergne).
El conjunto Bertin se impuso en la clasificación por equipos.
El ganador se llevó 1.100.000 francos y un traje a medida. El maillot cambió el color pasando a ser de oro y azul.

## Participantes
En esta edición de la París-Niza tomaron la salida 64 corredores divididos en 6 equipos de marcas - Stella, La Perle, Bertin, Colomb, Arliguie y Royal-Fabric, 1 equipo regional de Auvergne, el equipo amateur Route de France y un combinado llamado Pschitt. La prueba la acabaron 44 corredores.

## Resultados de las etapas
| Etapas              | Fecha       | Recorrido                             | Km     | Vencedor de etapa | Líder de la general |
| ------------------- | ----------- | ------------------------------------- | ------ | ----------------- | ------------------- |
| 1ª etapa            | 12 de marzo | París - Bourbon-el Archambault        | 291 km | Roger Bertaz      | Roger Bertaz        |
| 2ª etapa            | 13 de marzo | Bourbon-el Archambault - Saint-Etiève | 218 km | Albert Platel     | Albert Platel       |
| 3ª etapa, 1º sector | 14 de marzo | Saint-Etiève - Vergèze                | 216 km | Valère Ollivier   | Albert Platel       |
| 3ª etapa, 2º sector | 14 de marzo | Vergèze - Avignon                     | 64 km  | Jean-Pierre Munch | Albert Platel       |
| 4ª etapa            | 15 de marzo | Avignon - Niza                        | 305 km | Jean-Pierre Munch | Jean-Pierre Munch   |

## Etapas

### 1ª etapa
12-03-1953. París-Bourbon-el Archambault, 291 km.
Salida neutralizada: Place del Hôtel de Ville de París
Salida real: Villejuif.
|   | Ciclista          | Equipo   | Tiempo     |
| - | ----------------- | -------- | ---------- |
| 1 | Roger Bertaz      | Auvergne | 7h 51' 53" |
| 2 | Maurice Blomme    | Bertin   | m. t.      |
| 3 | Jean-Pierre Munch | Arliguie | m. t.      |

### 2ª etapa
13-03-1953. Bourbon-l'Archambault-Sant-Etiève, 218 km.
|   | Ciclista              | Equipo   | Tiempo     |
| - | --------------------- | -------- | ---------- |
| 1 | Albert Platel         | Bertin   | 5h 17' 33" |
| 2 | Jacques Labertonniere | Arliguie | + 49"      |
| 3 | André Geneste         | Bertin   | m. t.      |

### 3ª etapa, 1º sector
14-03-1953. Santo-Etiève-Vergèze, 216 km.
La salida se atrasó 70 minutos al estar congeladas las carreteras. Cuando la organización autoriza la disputa de la etapa solo Jean-Pierre Munch junto con dos corredores más se atreven a tomar la salida bajo una fuerte lluvia. El resto del piloto sale 1 hora y 40 minutos más tarde al mantener's refugiado bajo techo.
|   | Ciclista        | Equipo   | Tiempo     |
| - | --------------- | -------- | ---------- |
| 1 | Valère Ollivier | Bertin   | 6h 46' 49" |
| 2 | Roger Bertaz    | Auvergne | m. t.      |
| 3 | Roger Walkowiak | Pschitt  | m. t.      |

### 3ª etapa, 2º sector
14-03-1953. Vergèze-Avignon, 64 km.
|   | Ciclista          | Equipo   | Tiempo     |
| - | ----------------- | -------- | ---------- |
| 1 | Jean-Pierre Munch | Arliguie | 1h 57' 56" |
| 2 | Jean Baldassari   | La Perle | m. t.      |
| 3 | Roger Walkowiak   | Pschitt  | m. t.      |

### 4ª etapa
15-03-1953. Avignon-Niza, 305 km.
Llegada situada al Paseo de los Ingleses.
|   | Ciclista          | Equipo       | Tiempo     |
| - | ----------------- | ------------ | ---------- |
| 1 | Jean-Pierre Munch | Arliguie     | 9h 52' 03" |
| 2 | Marcel Guitard    | Royal-Fabric | + 2' 45"   |
| 3 | Jean Robic        | Colomb       | + 4' 09"   |

## Clasificaciones finales

### Clasificación general[2]
|    | Ciclista          | Equipo       | Tiempo      |
| -- | ----------------- | ------------ | ----------- |
| 1  | Jean-Pierre Munch | Arliguie     | 32h 28' 33" |
| 2  | Roger Walkowiak   | Pschitt      | + 3' 18"    |
| 3  | Roger Bertaz      | Auvergne     | + 3' 21"    |
| 4  | Maurice Blomme    | Bertin       | + 4' 46"    |
| 5  | Marcel Guitard    | Royal-Fabric | + 6' 09"    |
| 6  | Ugo Anzile        | Pschitt      | + 6' 11"    |
| 7  | Jean Bobet        | Stella       | + 6' 38"    |
| 8  | Jean Robic        | Colomb       | + 7' 00"    |
| 9  | Roger Decock      | Bertin       | + 7' 56"    |
| 10 | Marcel Huber      | La Perle     | + 10' 07"   |

## Evolución de las clasificaciones
| Etapa(Vencedor)                        | Clasificación general |
| -------------------------------------- | --------------------- |
| Etapa 1 (Roger Bertaz)                 | Roger Bertaz          |
| Etapa 2 (Albert Platel)                | Albert Platel         |
| Etapa 3, 1º sector (Valère Ollivier)   | Albert Platel         |
| Etapa 3, 2º sector (Jean-Pierre Munch) | Albert Platel         |
| Etapa 4 (Jean-Pierre Munch)            | Jean-Pierre Munch     |